# HD 52711
HD 52711 es una estrella en la constelación de Géminis de magnitud aparente +5,93.
No tiene denominación de Bayer ni número de Flamsteed, siendo conocida por sus diversos números de catálogo.
Se encuentra a 62 años luz del sistema solar.

## Características
HD 52711 es una enana amarilla de tipo espectral G4V con una temperatura efectiva de 5898 ± 31 K.
Su luminosidad es un 29% superior a la solar y su masa es apenas un 3% mayor que la del Sol.
Tiene un radio un 10% más grande que el radio solar, siendo su velocidad de rotación proyectada de 5,4 km/s.
Es una estrella antigua, con una edad estimada entre 5160 y 8300 millones de años.
HD 52711 presenta una metalicidad inferior a la solar ([Fe/H] = -0,11).
En comparación al Sol, está empobrecida en casi todos los metales evaluados, siendo el cobre, con una abundancia relativa igual a 2/3 partes de la solar, donde dicho empobrecimiento es más acusado.
En contraste, muestra un contenido de litio más elevado que el Sol (A(Li) = 1,95 frente al valor solar 0,92).
Por otra parte, por su cinemática es considerada una estrella del disco grueso.
La estrella conocida más cercana a HD 52711 es Gliese 254, distante 2,6 años luz.
37 Geminorum, también enana amarilla, se encuentra a 7,5 años luz de ella.